# 尾鱗口孵非鯽
尾鱗口孵非鯽，為輻鰭魚綱鱸形目隆頭魚亞目慈鯛科的其中一種，分布於非洲坦尚尼亞Rufigi、Great Ruaha、Mbenkuru河流域，被廣泛僅入世界各地，體長可達44公分，棲息在植被生長的溫暖水域，生活習性不明，可作為觀賞魚及食用魚。